# Белый крест Союза обороны
Белый крест Союза обороны (эст. Kaitseliidu Valgerist) — ведомственная награда Союза обороны Эстонской Республики.
Крест был учреждён 19 июня 1929 года решением правительства Эстонии и является знаком отличия Союза обороны Эстонии.
В современной Эстонии все награды Союза обороны приравнены по своему статусу к наградам Министерства обороны. Белый крест Союза обороны является наградой за заслуги перед Союзом обороны Эстонии.

## Положение о награде
Белый крест Союза обороны имеет три степени: 1-я, 2-я и 3-я степень.

## Описание
Знаки Белого креста Союза обороны всех степеней имеют одинаковый вид, но разные размеры. В основу художественного оформления знака, положена эмблема Союза Обороны, наложенная на белый, вытянутый к низу мальтийский крест.